# Barbara Cassin

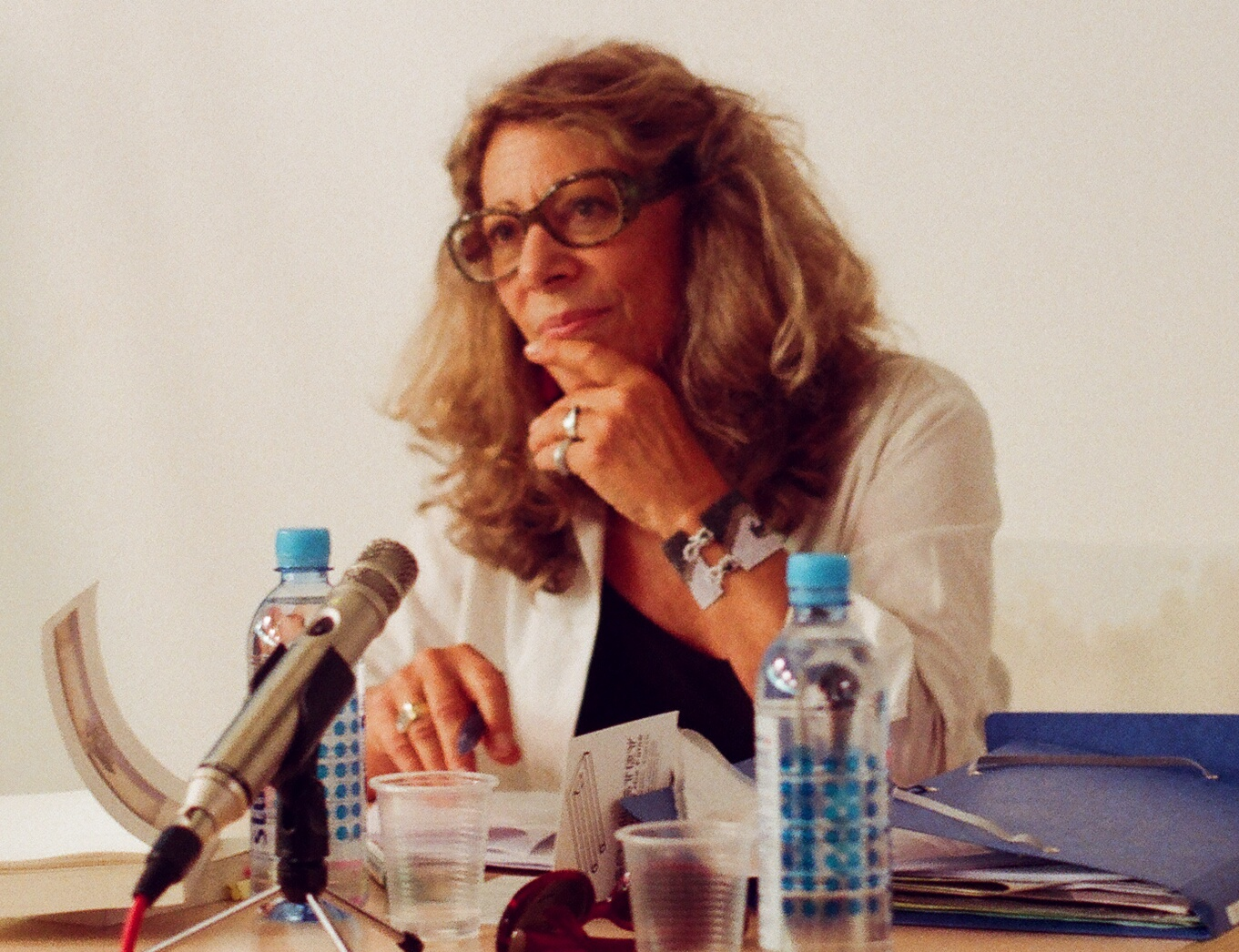
Barbara Cassin

Barbara Cassin (* 24. Oktober 1947 in Boulogne-Billancourt) ist eine französische Philosophin und Altphilologin.

## Leben
Cassin ist die Tochter einer Malerin und eines Anwalts und besuchte das Lycée Pasteur in Neuilly-sur-Seine und das Lycée Fénelon in Paris. 1968 reichte sie eine Master-Arbeit (Maitrise) an der Sorbonne ein über die logischen Grundlagen der Ontologie im Briefwechsel von Gottfried Wilhelm Leibniz und Antoine Arnauld. Damals begann sie sich intensiv mit Martin Heidegger zu befassen und traf Heidegger in Paris. Außerdem arbeitete sie als Übersetzerin, zum Beispiel von Hannah Arendt. Sie studierte am Centre Léon Robin der Sorbonne und an der Universität Lille und promovierte 1974 an der Universität Paris XIII (Saint Denis) mit einer Dissertation über die pseudo-aristotelische Abhandlung Über Melissos, Xenophanes und Gorgias (veröffentlicht als Si Parmenide). Während sie ihr Staatsexamen als Lehrerin (CAPES) vorbereitete, arbeitete sie 1974 bis 1976 in der Jugendpsychiatrie. 1975 bis 1979 beauftragte man sie mit Kursen in der Abteilung Psychoanalyse der Universität Vincennes. 1976 war sie mit Förderung des  Deutschen Akademischen Austauschdiensts an der Universität Freiburg und 1978 in Heidelberg. 1979 bis 1984 unterrichtete sie an Gymnasien und 1981 bis 1984 war sie Chargé de Cours an der Universität Lille III (Abteilung Altphilologie). Danach lehrte und forschte sie am Centre Léon Robin der Sorbonne, wurde Forscherin des CNRS (ab 1996 Forschungsdirektorin) und wurde 2006 als Nachfolgerin von Jonathan Barnes Direktorin des Centre Léon Robin an der Sorbonne. Das gab sie 2010 auf, um Direktorin des Collège international de philosophie zu werden, an dem sie schon ab 1984 lehrte. Dort war sie 1988 bis 1992 Forschungsdirektorin und gab dessen Journal Revue Descartes heraus.
1994 habilitierte sie sich (Doctorat d'État) an der Universität Paris IV ( L'Effet sophistique). 1993 bis 2000 koordinierte sie die Arbeit an einem europäischen Wörterbuch der Philosophie, das 2004 erschien und auf unterschiedliche Bedeutungsvarianten in den verschiedenen europäischen Sprachen eingeht (der Untertitel lautet Wörterbuch der Unübersetzbarkeiten).
Sie befasste sich mit Sophistik und Rhetorik in ihrem Verhältnis zur Philosophie sowohl im antiken als auch im modernen Umfeld; sie ist von Martin Heidegger sowie von analytischer Sprachphilosophie (Linguistische Wende) und Psychoanalyse (Jacques Lacan) beeinflusst.
1991 bis 2007 war sie mit Alain Badiou Herausgeberin der Reihe L'Ordre Philosophique bei Le Seuil (gegründet unter anderem von  François Wahl). Beide gaben dies nach einem Konflikt mit dem Verlag auf, der Le  Perçu  von François Wahl nicht veröffentlichen wollte. Stattdessen gründeten sie bei Fayard die Reihe Ouvertures. Seit 2012 gibt sie in Sao Paulo die Reihe Simul heraus. Sie organisiert auch ein Austauschprogramm mit der Universität von Rio de Janeiro. Eine Reihe ihrer Bücher erschienen auf Portugiesisch. Außerdem beteiligte sie sich in den 1990er Jahren nach dem Ende der Apartheid am Aufbau einer Rhetorikschule an der Universität Kapstadt.
2018 wurde sie Mitglied der Académie française, deren Grand prix de philosophie sie 2012 erhielt, und sie erhielt 2018 die Goldmedaille des CNRS. 2014 wurde sie Ritter der Ehrenlegion.
Sie ist mit Étienne Legendre verheiratet, der ein Pferdezentrum leitet, und hat zwei Söhne.

## Schriften (Auswahl)
- Si Parménide. Le traité anonyme De Melisso Xenophane Gorgia. Édition critique et commentaire, Presses universitaires du Septentrion, Lille 1980
- (Hrsg.): Le plaisir de parler. Minuit, Paris 1986.
- mit Michel Narcy: La Décision du sens, Vrin, Paris 1989
- L'Effet Sophistique, Gallimard, Paris 1995
- Die Sophistik und die grossen Sophisten. In: Friedo Ricken (Hrsg.), Philosophen der Antike I. W. Kohlhammer, Stuttgart / Berlin / Köln 1996, S. 160–177.
- Aristote et le logos: contes de la phénoménologie ordinaire, Presses universitaires de France 1997
- Parménide, Sur la nature ou sur l'étant. Le grec, langue de l'être ?, Le Seuil Paris 1998
- mit E. Alliez: Metamorphosen der Zeit, Fink, Paderborn 1999
- mit Gerhart Schröder u. a. (Hrsg.): Anamorphosen der Rhetorik. Die Wahrheitsspiele der Renaissance, Fink, Paderborn 1999
- Voir Hélène en toute femme : d'Homère à Lacan, Sanofi-Synthélabo, Les Empêcheurs de penser en rond, Paris 2000.
- mit M. Matieu: Sous X, Actes Sudes 2003
- (Hrsg.): Vocabulaire Européen des Philosophies, dictionnaire des intraduisables, Le Seuil, Le Robert 2004[2]
  - Englische Ausgabe: Dictionary of Untranslatables. A Philosophical Lexicon, Princeton University Press, 2014[3] Es erschienen auch Übersetzungen ins Ukrainische, Arabische, Russische, Rumänische, Portugiesische, Spanische, Hebräische, Italienische und Chinesische. Eine deutsche Übersetzung ist nicht vorhanden.
- Google-moi. La Deuxième Mission de l'Amérique, Éd. Albin Michel, Paris 2007
- Avec le plus petit et le plus inapparent des corps, Fayard, Paris 2007
- mit A. Badiou: Heidegger. Le nazisme, les femmes, la philosophie, coll. Ouvertures, Fayard, Paris, 2010.
  - Deutsche Übersetzung: Heidegger: Der Nationalsozialismus, die Frauen, die Philosophie,  Diaphanes, Zürich 2011
- Jacques le Sophiste. Lacan, logos et psychanalyse, EPEL, 2012.
- Plus d'une langue, Éditions Bayard 2012
- mit Carlos Lévy: Genèses de l'acte de parole dans le monde grec, romain et médiéval, Brépols, Turnhout 2012.
- mit A. Badiou: Il n’y a pas de rapport sexuel. Deux leçons sur L’Etourdit de Lacan, Fayard, Paris 2010
  - Deutsche Übersetzung: Es gibt keinen Geschlechtsverkehr: Zwei Lacanlektüren, Diaphanes, Zürich 2012
- (Hrsg.): Portraits de l’exil. Paris-New York, dans le sillage d’Hannah Arendt, Photographien von Fred Stein, Musée du Montparnasse-Arcadia, 2011
- Plus d’une langue, Petites conférences, Bayard, Paris 2012
- La nostalgie. Quand donc est-on chez soi ? Ulysse, Énée, Hannah Arendt, Éditions Autrement, 2013.
  - Deutsche Übersetzung: Nostalgie. Wann sind wir wirklich zuhause?, Suhrkamp, Berlin 2021, ISBN 978-3-518-58770-6.
- L'archipel des idées de Barbara Cassin, coll. L'archipel des idées, Éditions de la Maison des Sciences de l'Homme, Paris 2014
- Plus d’une langue. Le paradigme de la traduction, Conférence, Fondation Calouste Gulbenkian – Délégation en France, 2014
- Derrière les grilles : sortons du tout-évaluation, Éditions Mille et une nuits, 2014.
- Sophistical Practice. Toward a Consistent Relativism., Fordham University Press 2014
- Éloge de la traduction. Compliquer l'universel, Fayard, Paris 2016.
- mit Danièle Wozny u. a.: Les intraduisibles du patrimoine en Afrique subsaharienne, Éd. Demopolis 2014

Als Übersetzerin:
- Pseudo-Aristoteles: Sur Melissus, Xénophane et Gorgias, in: Cassan: Si Parménide, PUL 1980.
- Parménide, Sur la nature ou sur l'étant. Seuil, Paris 1998.
- mit Michel Narcy: Aristoteles, Métaphysique IV, in: La Décision du sens, Vrin 1989.